# Nicolas Lussnig
Nicolas Lussnig (20 maggio 2001) è uno sciatore freestyle ed ex sciatore alpino austriaco.

## Biografia
Lussnig, originario di Klaus, ha iniziato la sua carriera nello sci alpino: specialista delle prove veloci attivo dal  novembre del 2017, ha disputato due gare in Coppa Europa, il 21 e il 22 dicembre 2020 ad Altenmarkt-Zauchensee in supergigante (58º e 62º). La sua ultima gara nello sci alpino è stata uno slalom gigante FIS disputato il 9 aprile 2021 a Saint-Luc. Dalla stagione 2021-2022 si dedica al freestyle, specialità ski cross: ha esordito in Coppa Europa il 21 novembre nella Pitztal (30º) e in Coppa del Mondo l'8 dicembre 2022 a Val Thorens (47º). Il 4 febbraio 2024 ha conquistato a Grasgehren il primo podio in Coppa Europa (3º); non ha preso parte a rassegne olimpiche o iridate, né nello sci alpino né nel freestyle.

## Palmarès

### Sci alpino

#### Campionati austriaci
- 1 medaglia:
  - 1 bronzo (supergigante nel 2020)

### Freestyle

#### Coppa del Mondo
- Miglior piazzamento nella classifica della Coppa del Mondo di ski cross: 35º nel 2025

#### Coppa Europa
- Miglior piazzamento nella classifica di ski cross: 11º nel 2024
- 2 podi:
  - 2 terzi posti